# Maxine Hong Kingston
Pour les articles homonymes, voir Kingston.
Œuvres principales
La Femme guerrière, The Fifth Book of Peace, China Men, Tripmaster Monkey
Compléments
Académie américaine des arts et des sciences, Académie américaine des arts et des lettres
Maxine Hong Kingston (chinois : 湯婷婷 ; pinyin : Tāng Tíngtíng), née le 27 octobre 1940  à Stockton en Californie, est une écrivaine américaine d’ascendance chinoise.

## Biographie
Elle obtient le National Book Award en 2008 pour l’ensemble de son œuvre.

## Œuvres traduites en français
- Les Fantômes chinois de San Francisco [« The Woman warrior »], trad. d’Andrée R. Picard, Paris, Éditions Gallimard, coll. « L’Air du temps », 1979, 222 p. (BNF 34619175)
- Les Hommes de Chine [« China men »], trad. de Marie-France de Paloméra, Marseille, France, Éditions Rivages, coll. « Littérature étrangère », 1986, 312 p.  (ISBN 2-903059-84-5)